# Taxonyi János
Taxonyi János, Taksony, Taxoni (Hanusfalva, (Sáros megye), 1677. szeptember 10. – Nagyvárad, 1746. június 4.) Jézus-társasági áldozópap és tanár.

## Élete
Nemesi családból származott. 1697. október 14-én lépett a rendbe; előbb Gyöngyösön és Egerben a humaniorák, majd Kassán a teológia tanára volt és Kolozsvárt 1715-ben casuistikát és hitvitatkozást adott elő. Jeles szónok volt, kortársai a szónokok fejedelmének nevezték; azért egyházi, vasárnapi és ünnepi hitszónoknak alkalmazták Győrött, Nagyszombatban, Nagybányán, Ungvárt, Komáromban, Szatmárnémetin, Rozsnyón, Kőszegen és Nagyváradon; később a rend győri kollégiumában rektor volt.

## Munkái
1. Horologium sapientis duodecim diei actiones horarias indicans, Honori Rev... dominorum, cum in... universitate S. J. Cassoviensi promotore R. P. J. T. suprema aa. II. & philosophiae laurea insignirentur, ab addictissimis condiscipulis gratiose oblatum anno 1714.
2. A purgatorium-beli lelkeknek állapottyok, s azoknak az ő jó-tévőjökhöz hálaadatosságok, a mellyek deák nyelven meg-irattattak Páter Roa Márton által. Most pedig... Pater Taxoni János által magyar nyelvre fordíttattak. Nagy-Szombat, 1718. (Lósi és hédervári Viczay Teresia kisasszonynak ajánlva, a ki a szerzőt e fordításra ösztönözte. Ujabb kiadása. Győr, 1742).
3. A negyvennapi bőjtnek szentsége, avagy a Krisztus kínszenvedéséről a nagybőjtnek minden napjaira elmélkedések, a mellyek... deák nyelven megírattak... Pater Hevenesi Gábor által,... most pedig más pap által magyarra fordíttattak. Nagy-Szombat, 1739. (Névtelenül. Ugyanaz: Eger, 1793. és Pest, 1818.).
4. Az emberek erkölcseinek és az Isten Igazságának tükörei. Az-az: Némely ritka, és válogatott történetek. A mellyeket egynehány authorokból öszve-szedvén, három részre osztott, és külömbféle üdvösséges tanúságokkal meg-világosított. Győr, 1740. (Ujabb-kiadásai: 2. jav. kiadás. Uo. 1743., Kassa, 1759. Két kötetben; megjobbított nyomtatás. Pozsony és Pest, 1805. Két kötet).
5. A Kálvária hegynek szentsége. Avagy a Kálvárián, és arra vezető úton álló, és a mi Megváltó Urunknak, a Jesus Kristusnak kínszenvedését részenként elő-adó képek előtt buzgó Imádságok... Győr, 1739.

A Mausoleum honoris Sociis Jesu... Cassoviae, 1713. c. munka hibásan neki tulajdoníttatik, de Fasching Ferencz írta. (A kassai Kisdi-Seminarium Diariuma 1713. júl. 11. bejegyzés szerint).